# Charles Bilot
Charles Bilot (* 11. März 1883 in Paris, XI., Frankreich; † 17. September 1912 ebenda) war ein französischer Fußballspieler und Arzt.

## Vereinskarriere
Er spielte im Verein für Cercle Athlétique de Paris.

## Nationalmannschaft
Der Abwehrspieler war Mitglied der französischen Fußballnationalmannschaft, mit der er in der B-Mannschaft (Frankreich stellte bei diesem Turnier zwei Mannschaften) an den Olympischen Sommerspielen 1908 teilnahm. Dort kam er am 19. Oktober 1908 bei der 9:0-Niederlage der B-Auswahl Frankreichs gegen Dänemark zu seinem einzigen Einsatz. Insgesamt absolvierte er von seinem Länderspiel-Debüt am 1. Mai 1904 gegen Belgien bis zum Jahr 1912 sechs Länderspiele für Frankreich.
Bilot, der als Arzt arbeitete, starb 1912 wenige Monate nach seinem letzten Länderspiel, nachdem der er sich bei einem seiner Patienten angesteckt hatte, an den Folgen einer Lungenkrankheit.